# Søren Berg
Søren Berg (* 15. Mai 1976 in Odense) ist ein ehemaliger dänischer Fußballspieler. Von Januar 2013 bis 2014 spielt er für den FC Vestsjælland, nachdem er in seiner bisherigen Spielerkarriere auch größtenteils in seiner Heimat aktiv war. Darüber hinaus war er zwei Jahre in Norwegen aktiv.

## Karriere
Über die Stationen Fjordager IF und Dalum IF landete Søren Berg im Sommer 2000 bei Odense BK. Für den Klub, der als Zentrum des Fußballs auf Fünen gilt, war Berg sechs Jahre lang aktiv und gewann 2002 den dänischen Pokal. Im Sommer 2006 wechselte der mittlerweile 30-jährige ins Ausland, als er beim norwegischen Erstligisten Viking Stavanger unterschrieb. In seinen eineinhalb Jahren bei Viking kam er auf 37 Punktspieleinsätze und erzielte sechs Tore. Im Januar 2008 kehrte Berg nach Dänemark zurück und unterschrieb beim Randers FC, mit dem er 2009 sich über die Fairplay-Wertung für die Qualifikation zur Europa League qualifizierte. In der 3. Qualifikationsrunde schied Randers gegen den Hamburger SV aus. Nach einer 0:4-Niederlage im Hinspiel vor eigenem Publikum konnte Randers das Rückspiel im Volksparkstadion immerhin noch gewinnen. Søren Berg erzielte den 1:0-Siegtreffer. Auch in der Folgesaison spielte Randers dank der Fairplay-Wertung in der Qualifikation zur Europa League. Randers schied in der 3. Qualifikationsrunde gegen den FC Lausanne-Sport, das damals in der zweiten Liga spielte, aus. Berg kam in der Qualifikation in allen sechs Spielen zum Einsatz. Anfang 2011 wechselte Berg zum Lokalrivalen Aarhus GF, der damals in der zweiten dänischen Liga spielte. Ein halbes Jahr später gelang Berg mit den Aarhusern der Aufstieg ins Oberhaus – und ein Jahr später nicht nur der Klassenerhalt, sondern auch ein fünfter Platz, welcher zur Teilnahme an der Qualifikation zur Europa League berechtigte. Berg schied mit Aarhus jedoch bereits in der 2. Qualifikationsrunde gegen Dila Gori aus. Im Januar 2013 wechselte Berg schließlich zum FC Vestsjælland, bei dem er einen Vertrag mit eineinhalb Jahren Laufzeit unterschrieb. Nach Auslaufen dieser eineinhalb Jahre und 22 absolvierten Ligapartien beendete er mittlerweile 38-jährig seine Karriere als Aktiver.

## Titel
- Dänischer Pokal: 2000 (mit Odense BK)